# Onychostoma uniforme
Onychostoma uniforme är en fiskart som först beskrevs av Mai, 1978.  Onychostoma uniforme ingår i släktet Onychostoma och familjen karpfiskar. IUCN kategoriserar arten globalt som otillräckligt studerad. Inga underarter finns listade i Catalogue of Life.